# Yusuf ibn 'Abd al-Rahman al-Fihri
Yusuf ibn 'Abd al-Rahman al-Fihri (arabă:يوسف بن عبد الرحمن الفهري‎) a fost un guvernator din Narbonne în Septimania și guvernator al provinciei Al-Andalus din 747 și până la 756, domnind independent după colapsul dinastiei Umayyade în 750. A fost descendentul lui Uqba ibn Nafi, fondatorul orașului Kairouan.

## Guvernator în Narbonne
Conform cronicii de la Mănăstirea Moissac a fost numit după bătălia de la Poitiers în funcția de guvernator în Narbonne, unde a fost la comanda operațiunilor militare. Pe parcursul a patru ani a atacat și jefuit zona Rhonului de jos, iar în 735 a capturat Arlesul.

## Revolta berberă
Între 716 și 756 Al-Andalus a fost condus de guvernatorii trimiși de la Damasc sau numiți la recomandarea guvernatorilor umayyazi din Ifriqiya de care aparțineau din punct de vedere administrativ. Ca mulți dintre predecesorii săi, Yusuf a luptat pentru a-i controla pe majoritatea berberilor și arabilor, de asemenea, s-a implicat în conflictele dintre triburi arabe sirieni și yemenezi.

## Guvernatorul al Al-Andalusiei
După instabilitatea revoltei berbere din Al-Andalus, a fost încheiat un acord între diferitele facțiuni arabe aflate în conflict. După ce a devenit conducător, al-Fihri a efectuat un recensământ, ca parte a listei plătitorilor de taxe episopului Hostegesis. Episcopul a făcut apoi vizite anuale să se asigure că taxele au fost colectate în mod corespunzător.

## Sosirea lui Abd al-Rahman I și căderea
Yusuf a înăbușit o încercare de revoltă în Zaragoza (755), atunci când a condus o campanie împotriva bascilor din Pamplona în 755, dar a fost înfrânt. Acesta a fost momentul ales de Abd ar-Rahman I, care cu câțiva ani înainte a fugit în Siria pentru a scăpa de Abbasizi, să debarce pe coasta de sud a Spaniei. A înaintat pentru a captura cetățile importante din sud cum ar fi Malaga și Sevilla.
După ce a eșuat în încheierea unui acord cu Abd-ar-Rahman I, Yusuf al-Fihri a fost învins în bătălia de la Musarah chiar în afara Cordobei în martie 756, acesta devenind primul emir independent de Cordoba.